# Čistý prostor

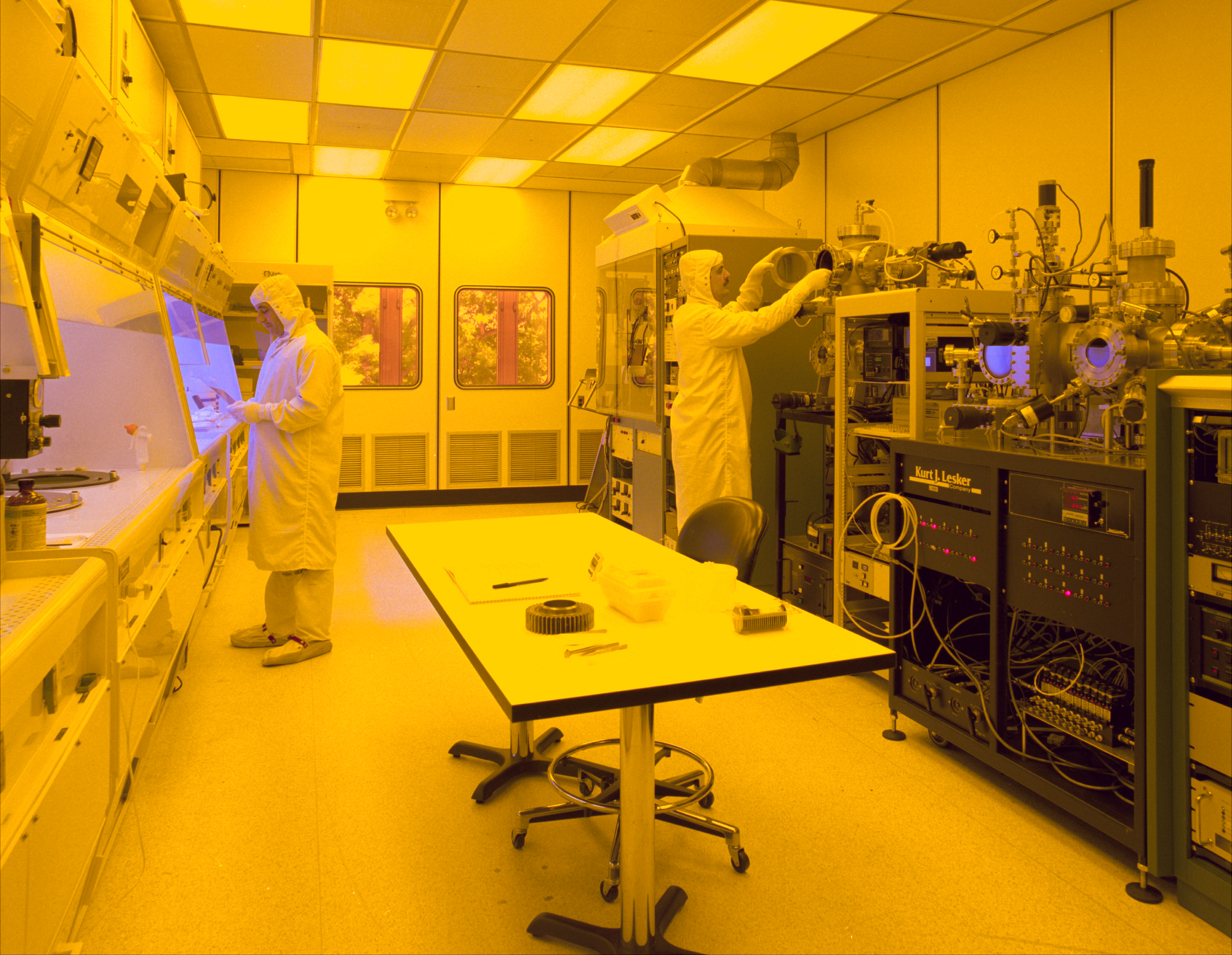
Čistý prostor používaný pro výrobu mikrosystémů. Žluté (červeno-zelené) osvětlení je nezbytné pro fotolitografii, aby se zabránilo nežádoucímu osvitu fotorezistu světlem kratších vlnových délek.

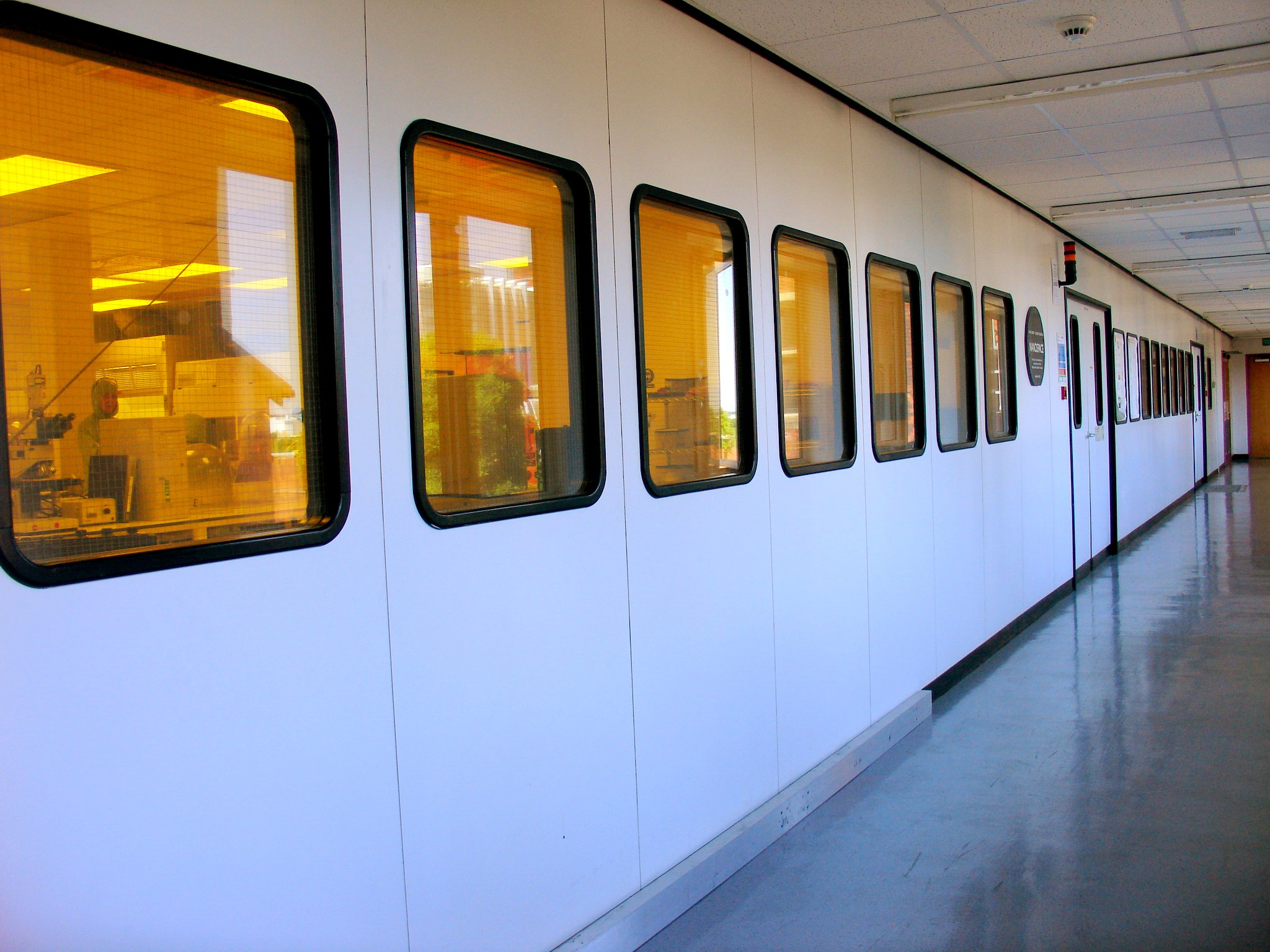
Čistý prostor zvenčí

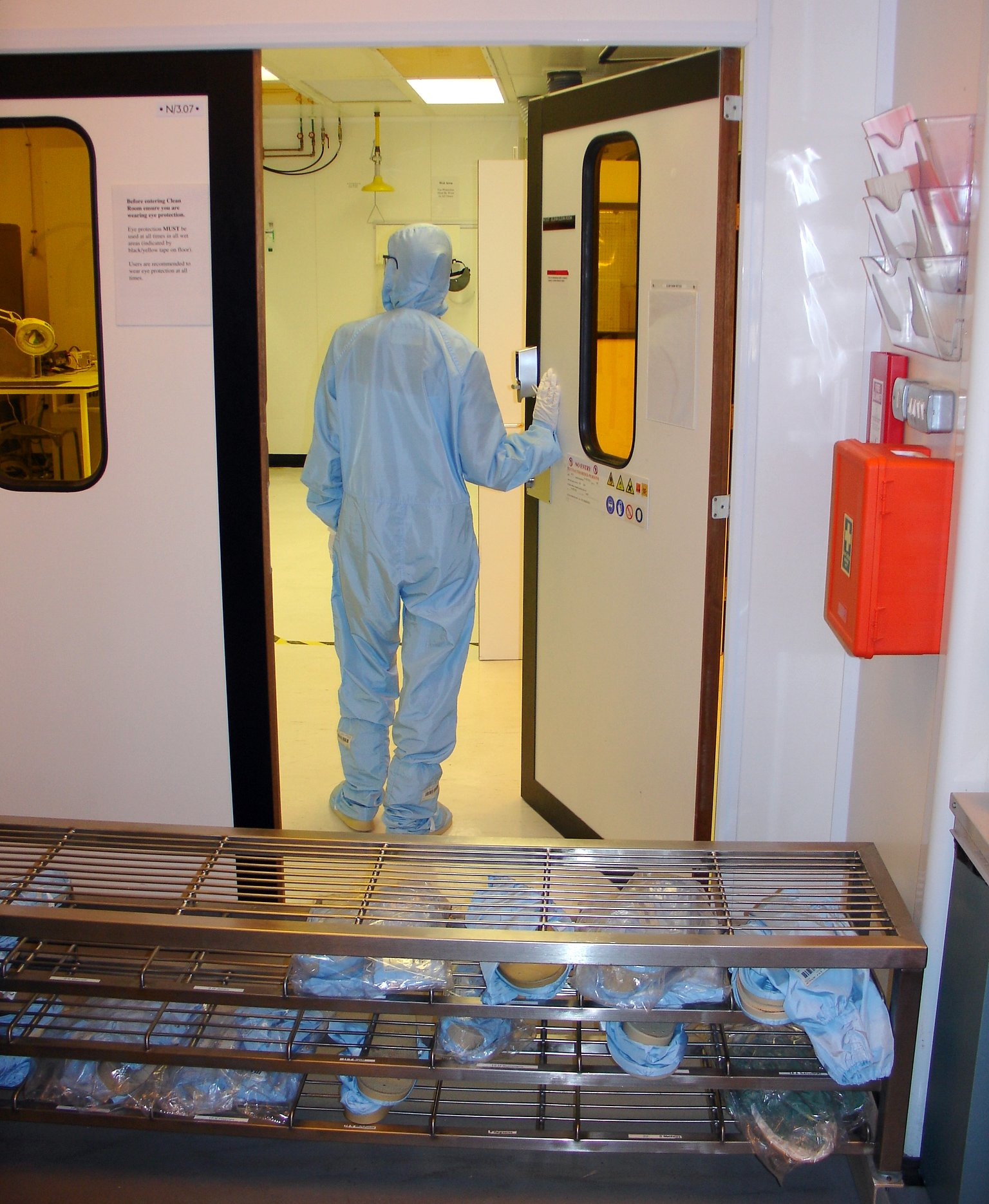
Vstup do čistého prostoru bez vzduchové sprchy

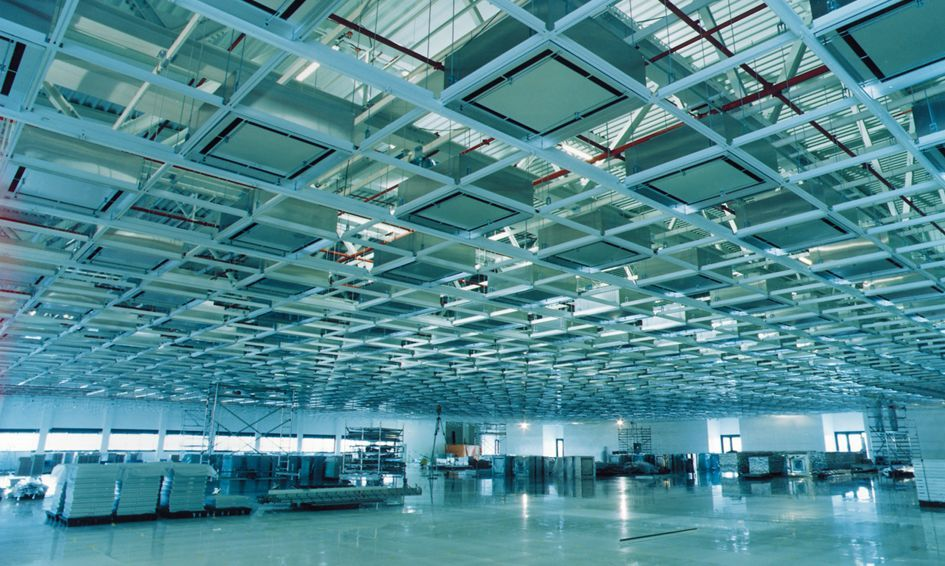
Čistý prostor pro výrobu mikroelektroniky s filtračními jednotkami s ventilátory instalovanými ve stropním roštu

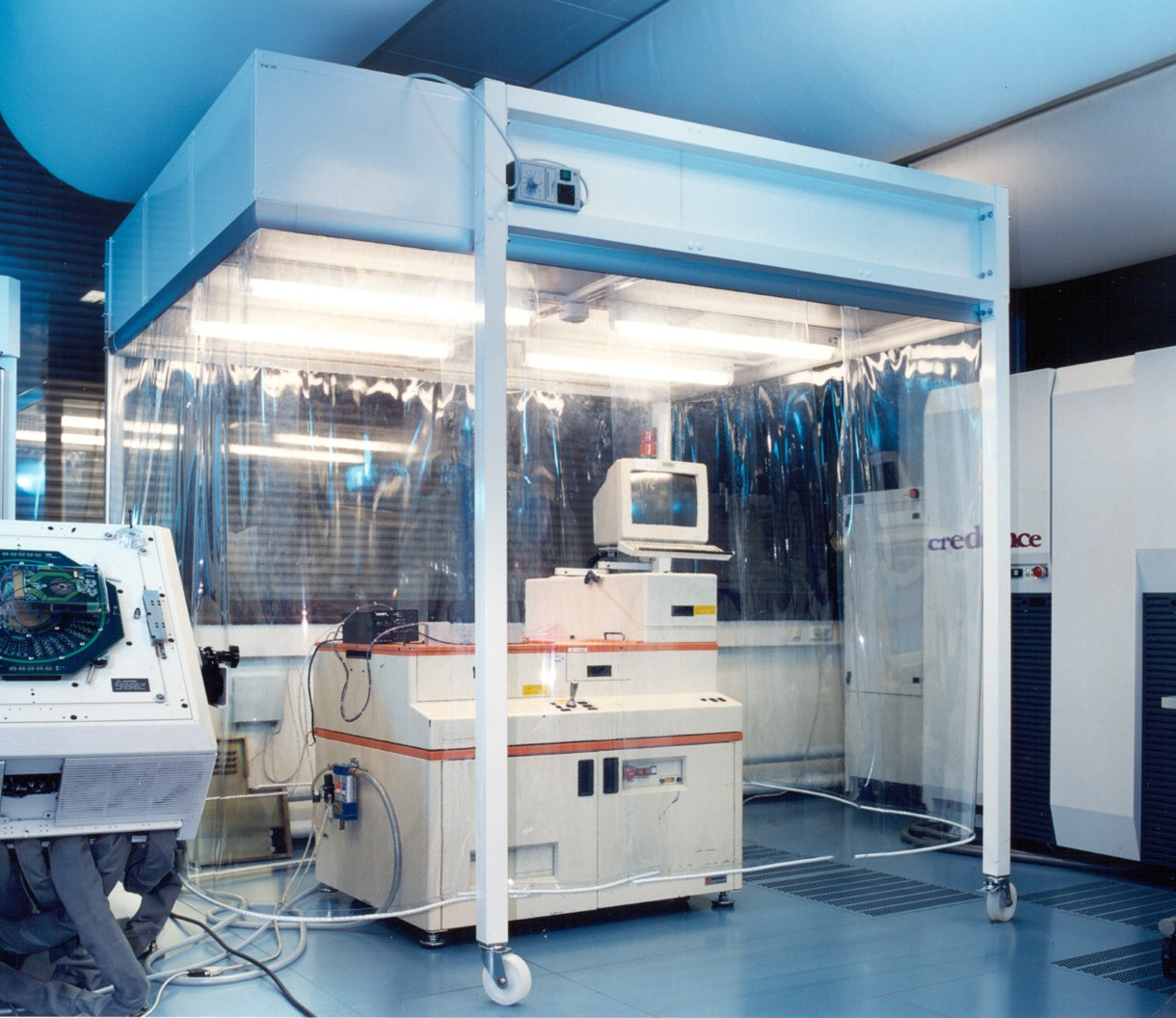
Kabina čistého prostoru pro přesné měřicí přístroje

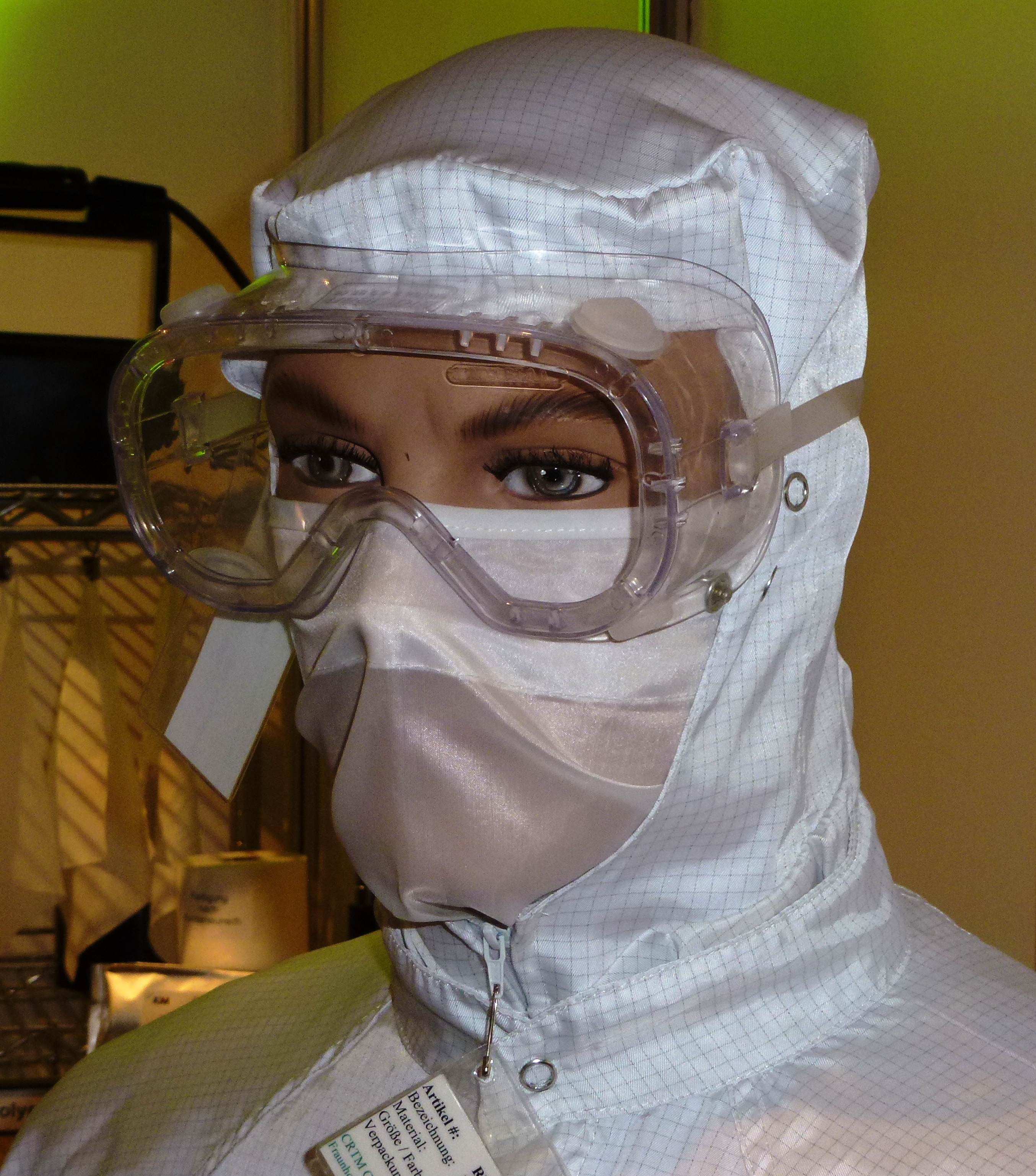
Typické zakrytí hlavy pro čistý prostor

Čisté prostory jsou dobře izolované a aktivně čištěné prostory chráněné před kontaminací, v nichž jsou přesně definované parametry vnitřního klimatu (čistota vzduchu, koncentrace polétavých částic, počet výměn vzduchu, přetlak, vlhkost a další parametry), obvykle včetně technického provedení prostorů, které jsou definovány vnitřními předpisy pro jednotlivá průmyslová a jiná odvětví. Takové prostory jsou často potřebné pro vědecký výzkum a v průmyslovou produkci pro všechny výrobní procesy v nanorozměrech, např. při výrobě polovodičových součástek. Čisté prostory jsou navrženy tak, aby se do nich nedostalo nic od prachu až po vzduchem přenášené mikroorganismy nebo odpařené částice, aby ani nerozptýlil žádný materiál, se kterým se v nich pracuje.
Účelem čistých prostorů může být také zabránit úniku materiálů, což je často hlavním cílem při práci s nebezpečnými látkami a organismy v biologii, jaderném inženýrství, farmacii a virologii.
Úroveň čistoty čistých prostorů se obvykle kvantifikuje počtem částic na metr krychlový při předem stanoveném měření molekul. Venkovní vzduch v typické městské oblasti obsahuje 35 000 000 částic o velikosti od 0,5 μm na metr krychlový, což odpovídá čistému prostoru s certifikací ISO 9. Čistý prostor s certifikací ISO 14644-1 úrovně 1 nepovoluje žádné částice této velikosti a nejvýše 12 částic na metr krychlový do velikosti 0,3 μm. Polovodičové provozy často vystačí s úrovní 7 nebo 5. Provozy s úrovní 1 jsou mimořádně vzácné.

## Historie
Starší čisté prostory měly často problémy s částicemi a nepředpověditelným prouděním vzduchu. Moderní čistý prostor vynalezl americký fyzik Willis Whitfield, který v roce 1960, když byl zaměstnaný v Sandia National Laboratories, vytvořil počáteční plány pro čistý prostor. Whitfieldem navržený čistý prostor má konstantní proudění vysoce filtrovaného vzduchu, které odvádí nečistoty. Během několik let od vynálezu v 60. letech 20. století Whitfieldovy moderní čisté prostory generovaly celosvětově tržby více než 50 miliard dolarů.
V roce 1963 mělo takové speciálně zkonstruované provozy, pro které se tehdy používal název White Rooms, Clean Rooms, nebo Dust-Free Rooms, více než 200 amerických průmyslových podniků, mezi jinými Radio Corporation of America, McDonnell Aircraft, Hughes Aircraft, Sperry Rand, Sylvania Electric, Western Electric, Boeing a North American Aviation. RCA zahájila změny v části svého provozu v Cambridge ve státě Ohio v únoru 1961. Pro výrobu naváděcího systému mezikontinentálních balistických raket Minuteman se používaly čisté prostory o celkové ploše 6500 m2.
Většinu zařízení na výrobu integrovaných obvodů v Silicon Valley vybudovaly tři společnosti: MicroAire, PureAire a Key Plastics. Tyto konkurenční firmy vyvinuly laminární boxy, rukavicové boxy, čisté prostory a vzduchové sprchy i chemické nádrže používané v mokrém procesu výroby integrovaných obvodů. Byly průkopníky používání teflonu pro vzduchové pistole, chemické pumpy, čističe, vodní pistole a další zařízení potřebná pro výrobu integrovaných obvodů. William (Bill) C. McElroy Jr. pracoval jako vedoucí inženýr, vedoucí kreslírny, QA/QC a konstruktér pro všechny tři společnosti, a jeho návrhy obohatily tehdejší technologii o 45 původních patentů. McElroy také napsal čtyřstránkový článek pro časopis MicroContamination, školicí příručky pro mokré zpracování, a příručky pro vybavení pro čisté prostory a mokré zpracování.

## Popis
Čistý prostor je nezbytností při výrobě polovodičů, akumulátorů při farmaceutické výrobě a v dalších oborech, které jsou vysoce citlivé na znečištěné prostředí.
Velikost čistých prostorů se může pohybovat od velmi malých k velmi velký. Na jednom konci mohou být jednouživatelské laboratoře s čistým prostorem o rozloze několika čtverečních metrů, na druhém konci celé výrobní provozy s plochou tisíců čtverečních metrů. Přibližně uprostřed leží modulární čisté prostory, které mohou snižovat náklady na rozšiřování technologie, a jsou méně náchylné na katastrofické selhání.
Vzhledem k široké škále oblasti použití nejsou požadavky na čisté prostory stejné. Prostory pro výrobu polovodičů nemusí být sterilní (tj. zbavené mikrobů), zatímco prostory používané v biotechnologiích obvykle sterilní být musí. Naopak operační sály nemusí být oproti prostorům pro nanotechnologie absolutně zbavené miniaturních částic anorganických solí např. rzi. Všechny čisté prostory však vyžadují přísnou kontrolu polétavých částic, případně se sekundární dekontaminací vzduchu, povrchů, pracovníků vstupující do prostoru, nářadí, chemikálií a strojního vybavení.
V některých případech je třeba zamezit také úniku částic, např. při výzkumu nebezpečných virů nebo při práci s radioaktivními materiály.

### Základní konstrukce
Vnější vzduch vstupující do čistého prostoru je nejdříve přefiltrován a ochlazen několika vnějšími vzduchotechnickými jednotkami, které používají sadu postupně jemnějších filtrů na zachycení prachu.
Vzduch v čitých prostorech je neustále recirculated pomocí/skrz ventilačními jednotkami, které obsahují vysoce účinné filtry zachycující částice (HEPA filtr), a/nebo ultra-nízký částic vzduch (ULPA) filtry pro odstraňování znečištění, které vzniká v čistém prostoru. Používají se speciální osvětlovací tělesa, stěny, zařízení a jiné materiály aby minimalizovalo vytváření polétavého prachu. Pro omezení turbulence vzduchu lze použít plastové desky, pokud návrh čistého prostoru používá laminární proudění vzduchu.
Teplota a vlhkost vzduchu v čistých prostorech jsou přísně kontrolované, protože ovlivňují účinnost a způsob filtrace vzduchu. Pokud určitý prostor vyžaduje dostatečně nízkou vlhkost vzduchu, která představuje problém kvůli statické elektřině, ovlivňuje se i množství nabitých iontů ve vzduchu použitím korónového výboje. Výboje statické elektřiny jsou zvláště nebezpečné při výrobě elektroniky, kde mohou okamžitě zničit součástky a obvody.
Zařízení v čistém prostoru je navrženo tak, aby vytvářelo minimální kontaminaci vzduchu. Materiály použité pro konstrukce čistých prostorů nesmí vytvářet žádné částice; proto se upřednostňuje monolitický epoxidový nebo polyuretanový nátěr podlah. Místo slitin železa náchylných ke korozi a následnému odlupování se používají broušené nerezové nebo práškově lakované sendvičové panely z měkké oceli a stropní panel. Vnitřní hrany a rohům mezi stěnami nebo mezi stěnami a podlahou nebo stropem, se zaoblují, a všechny spáry se utěsňují epoxidovým tmelem, aby se zabránilo usazování nebo vzniku částic ve spárách vlivem vibrací a tření. Mnoho čistých prostorů má „tunelovou“ konstrukci, v níž jsou „servisní šachty“, které slouží jako vzduchové plény přenášející vzduch ze spodní části místnosti nahoru, aby mohl být recirkulován a filtrován v horní části čistého prostoru.

### Principy proudění vzduchu
Čisté prostory udržují vzduch bez znečišťujících částic použitím HEPA filtrů nebo ULPA filtrů a využívají principy laminárního nebo turbulentního proudění vzduchu. Laminární nebo jednosměrné systémy proudění vzduchu směřují filtrovaný vzduch dolů nebo horizontálně v konstantním proudu směrem k filtrům umístěným na stěnách v blízkosti podlahy čistého prostoru nebo přes vyvýšené perforované podlahové panely k recirkulaci. Systémy laminárního proudění vzduchu jsou typicky používají na 80 % stropu čistého prostoru, aby se udrželo nepřetržité zpracování vzduchu. Pro konstrukci laminárních filtrů a digestoří se používá nerezová ocel nebo jiné materiály, které nevylučují částice, aby se zabránilo vnikání přebytečných částic do vzduchu. Turbulentní nebo nejednosměrné proudění vzduchu využívá jak laminární proudění vzduchu digestoře, tak nespecifické rychlostní filtry, které udržují vzduch čistém prostoru v neustálém pohybu, i když ne všechen ve stejném směru. Rušivý vzduch se snaží zachytit částice, které mohou být ve vzduchu, a hnát je směrem k podlaze, kde vstupují do filtrů a opouštějí prostředí čistých prostor. Americký Úřad pro kontrolu potravin a léčiv (FDA) a Evropská unie stanovily přísné směrnice a limity, aby se zajistilo, že farmaceutické výrobky nebudou mikrobiálně kontaminovány. Mohou se také používat plenumy mezi vzduchotechnickými zařízeními a filtračními jednotkami ventilátorů spolu s lepivými rohožemi.
Kromě vzduchových filtrů mohou čisté prostory také používat ultrafialové světlo pro dezinfikování vzduchu. UV zdroje lze montovat do stropních svítidel a ozařovat vzduch, čímž se zničí potenciální infekční částice, včetně 99,99 % vzduchem přenášených mikrobiálních a plísňových kontaminantů. UV světlo se již dříve používalo k čistění povrchových kontaminantů ve sterilním prostředí např. v nemocničních operačních sálech. Jejich použití v jiných čistých prostorech se může zvyšovat s tím, jak se zařízení stává cenově dostupnějším. Potenciální výhody dekontaminace UV zářením patří snížení potřeby chemických dezinfekčních prostředků a prodloužení životnosti HVAC filtrů.

### Čisté prostory různých typů
V některých čistých prostorech je udržován přetlak, takže v případě netěsností uniká vzduch z komory ven, místo aby do ní proudil nefiltrovaný vzduch. To je nejobvyklejší případ při výrobě polovodičů, kde i malé množství vniklých částic by mohlo narušit celý proces. Opačně se postupuje, např. v případě biolaboratoří s vysokou úrovní ochrany, které pracují s nebezpečnými bakteriemi nebo viry; v nich je vždy udržován podtlak a odsávání je vybaveno vysoce účinnými filtry a dalšími sterilizačními postupy. V obou případech se však jedná o čisté prostory, protože úroveň částic je udržována pod stanovenými limity.
Některé systémy HVAC pro čisté prostory regulují vlhkost vzduchu na tak nízkou úroveň, že jsou zapotřebí zvláštní zařízení jako ionizátory vzduchu, aby se zabránilo problémům s elektrostatickými výboj. To je obzvláště důležité v oblasti polovodičů, protože statický výboj může snadno poškodit moderní obvody. Na druhou stranu mohou aktivní ionty ve vzduchu poškodit i vystavené součástky. Z tohoto důvodu musí většina pracovníků ve špičkových elektronických a polovodičových provozech nosit při práci vodivou obuv. Čisté prostory s nízkou úrovní mohou vyžadovat pouze speciální obuv se zcela hladkou podrážkou, která nezachytává prach ani nečistoty. Z bezpečnostních důvodů však podrážky bot nesmí vytvářet nebezpečí uklouznutí. Přístup do čistých prostor je obvykle omezen na osoby, které mají na sobě oděv pro čisté prostory, včetně nezbytného přístrojového vybavení.
V čistých prostorech, ve kterých standardy vzduchu kontaminace jsou méně přísné, nemusí mít vstup do čistého prostoru vzduchovou sprchu. An anteroom (nazývaný „šedá prostor“) se používá pro obléknutí oděvu do čistého prostoru. Tato praxe je běžná v mnoha jaderných elektrárnách, které fungují jako nízký-grade inverzní tlak čisté prostory, protože celý.

#### Recirkulační vs. jednoprůchodové čisté prostory
Recirculating čisté prostory vracet vzduch k záporný tlak plenum přes nízký stěna vzduch vrátí. Vzduch pak je pulled by HEPA ventilační filtr jednotek zpět do čistý prostor. Vzduch je neustále recirculating a by spojitě procházející HEPA filtrací pro nepřetržité odstraňování částic ze vzduchu. Další výhodou tohoto návrhu je, že Klimatizace lze začlenit.
Jednoprůchodové čisté prostory nasávají vzduch z vnějšku a přes ventilační jednotku s HEPA filtrem jej přivádějí do čistého prostoru. Vzduch pak odchází přes výfukové mřížky. Výhodou tohoto přístupu jsou nižší náklady. Nevýhodou je relativně kratší životnost HEPA filtrů, horší počet částic počítá než recirkulačních čistých prostorů, a, nemožnost použití klimatizaci.

## Aseptické zpracování
V prostředí, kde kontrola kontaminace hraje prvořadou roli, obzvláště ve farmaceutické výrobě, biotechnologiích a v lékařství, jsou nezbytné aseptické postupy. Aseptické zpracování vyžaduje udržování sterilního prostředí, aby se zabránilo zavádění kontaminantů během výroby, např. sterilních látek a sér a sterilního lékařského zařízení. To vyžaduje přísnou kontrolu chování personálu, sterilizaci zařízení a prostředí čistých prostorů.
Existují různé klasifikace čistých prostorů pro aseptické nebo sterilní zpracování. Pharmaceutical Inspection Co-operation Scheme (PIC/S) klasifikuje čisté prostory do čtyř stupňů (A, B, C a D) podle úrovně jejich čistoty, obzvláště koncentrace polétavých částic a povolených mikroorganismů.

## Provozní postupy
Aby se minimalizoval přenos částic osobami pohybujícími se v čistém prostoru, zaměstnanci vstupují do čistých prostor přes přechodové komory (zahrnující někdy vzduchové sprchy) a nosí ochranný oděv, jehož součástí jsou např. kukly, obličejové masky, rukavice, boty a kombinézy.
Často jsou zakázány některé běžné materiály např. papír, tužky a textilie vytvořené z přírodních textilních vláken, protože se z nich odlupují drobné částice.
Hladina částic se obvykle testuje pomocí čítače částic a mikroorganismy se detekují a počítají pomocí metod monitorování prostředí.[ujasnit]. Polymerní nástroje používané v čistých prostorech musí být pečlivě navrženy tak, aby byly chemicky kompatibilní s kapalinami pro zpracování v čistých prostorech a musí být zajištěno, že se vyznačují nízkou úrovní tvorby částic.
Pro čištění se používají pouze speciální mopy a kbelíky. Používané čisticí chemikálie obvykle zahrnují lepivé prvky, které zachycují prach, a k jejich vyčištění může být zapotřebí druhý krok s nízkomolekulárními rozpouštědly. Nábytek do čistých prostor musí být navržen tak, aby produkoval minimum částic a snadno se čistil.
Čistý prostor je zároveň proces i kultura údržby celého prostoru.

### Lidská kontaminace čistých prostorů
Největší nebezpečí kontaminace čistých prostor představují jeho uživatelé. Ve zdravotnictví a farmaceutickém průmyslu je důležitá kontrola mikroorganismů, zejména těch, které se mohou dostat do proudu vzduchu při odlupování kůže. Studium mikroflóry čistých prostor má význam pro mikrobiology a pracovníky kontroly kvality, kteří posuzují změny trendů. Posuny v typech mikroflóry mohou naznačovat odchylky od normy, jako jsou rezistentní kmeny nebo problémy s čisticími postupy.
Posuzování mikroorganismů v čistých prostorách se zaměřuje především na organismy z lidské kůže (grampozitivní koky), i když jsou zjišťovány i mikroorganismy z jiných zdrojů, jako je životní prostředí (grampozitivní tyčinky) a voda (gramnegativní tyčinky), i když v nižším množství. Mezi běžné bakteriální rody patří Micrococcus, Stafylokok, Corynebacterium, a Bacillus, a mezi plísňové rody Aspergillus a Štětičkovec.
V ohodnocení čistý prostor mikroorganismů, typický flora jsou primárně tyto souvisejících s lidský skin (Grampozitivní koky), ačkoli mikroorganismy z jiný zdroje např. prostředí (Grampozitivní bacily) a voda (Gramnegativní bacily) jsou také detekovány, i když v nižším počtu. K běžným rodům bakterií patří Mikrococcus, Stafylokok, Corynebacterium, a Bacillus, a fungal genera zahrnuje Aspergillus a Štětičkovec.

## Klasifikace a standardizace čistých prostor

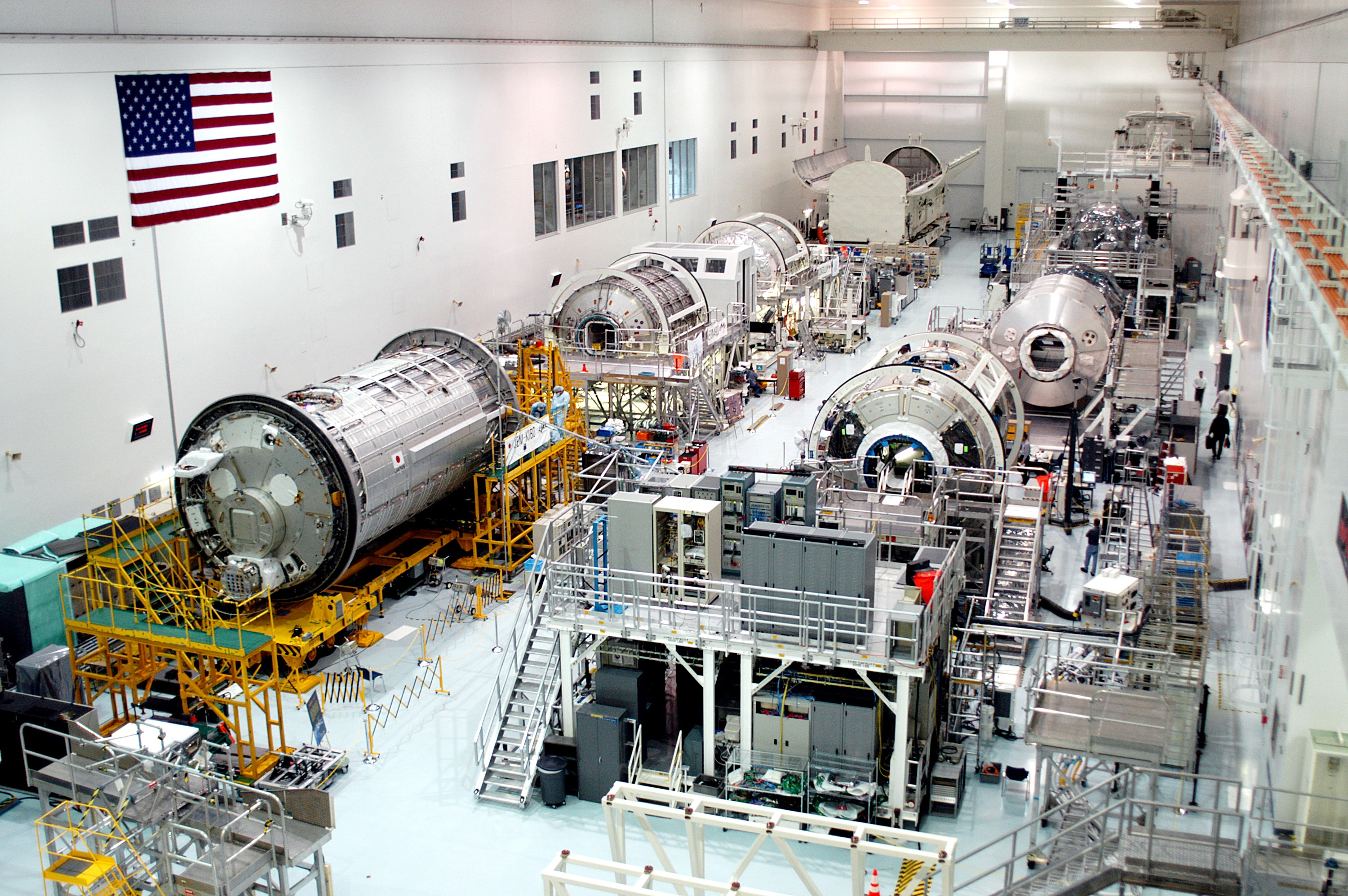
Čistá výrobní hala Kennedy Space Center (KSC). NASA používá v SSPF normu třídy 100,000.

Čisté prostory jsou klasifikovány podle počtu a velikosti částic povolených na objem vzduchu. Velká čísla jako „třída 100“ nebo „třída 1000“ odkazují na FED-STD-209E a označují povolený počet částic od velikosti 0,5 μm na krychlový metr vzduchu. Norma také umožňuje interpolaci; například SNOLAB je veden jako čistý prostor třídy 2000.
Ke stanovení koncentrace částic v ovzduší, které se rovnají a jsou větší než stanovené velikosti, se na určených místech odběru vzorků používá diskrétní čítač částic rozptylující světlo.
Malá čísla se vztahují k normám ISO 14644-1, které určují desítkový logaritmus množství částic od velikosti 0,1 μm, které jsou povoleny na m3 vzduchu. Takže například čistý prostor třídy 5 podle normy ISO má maximálně 105 částic/m3.
Jak FS 209E, tak ISO 14644-1 předpokládají log-log vztahy mezi velikostí a koncentrací částic. Z tohoto důvodu nulová koncentrace částic neexistuje. Některé třídy nevyžadují testování některých velikostí částic, protože jejich koncentrace je příliš nízký nebo příliš vysoká na to, aby bylo praktické je testovat, ale takový mezery nesmějí být považovány za nulové.
Vzhledem k tomu, že 1 m3 je přibližně 35 krychlových stop (ft3), jsou obě normy při měření částic o velikosti 0,5 μm většinou rovnocenné, i když se normy pro měření liší. Běžný vzduch v místnostech odpovídá přibližně třídě 1,000,000 nebo ISO 9.

### ISO 14644-1 a ISO 14698
ISO 14644-1 a ISO 14698 jsou nevládní normy vypracované Mezinárodní organizací pro normalizaci (ISO). První platí čisté prostory obecně (viz tabulka níže), druhá na čisté prostory, kde může být problémem biokontaminace. Vzhledem k tomu, že nejpřísnějších norem bylo dosaženo pouze pro vesmírné aplikace, je někdy obtížné zjistit, zda jich bylo dosaženo ve vakuu nebo za standardních podmínek.
Norma ISO 14644-1 definuje maximální koncentraci částic pro jednotlivé třídy a velikosti částic podle vzorce
{\displaystyle {\text{C}}_{\text{N}}=10^{\text{N}}\left({\frac {0,1}{\text{D}}}\right)^{2,08},}
kde {\displaystyle {\text{C}}_{\text{N}}} je maximální koncentrace částic v objemu 1m{\displaystyle ^{3}} s velikostí rovnou nebo větší než uvažovaná velikost částic, která se zaokrouhluje na nejbližší celé číslo, s použitím nejvýše tří významných číslic, {\displaystyle {\text{N}}} je číslo třídy ISO, {\displaystyle {\text{D}}} je velikost částice v {\displaystyle \mu }m a 0,1 je konstanta vyjádřená v {\displaystyle \mu }m. Výsledek pro standardní velikosti částic je vyjádřen v následující tabulce:
| Třída | Maximální částic/m3 | Maximální částic/m3 | Maximální částic/m3 | Maximální částic/m3 | Maximální částic/m3 | Maximální částic/m3 | FED STD 209E ekvivalent |
| Třída | ≥0,1 μm             | ≥0,2 μm             | ≥0,3 μm             | ≥0,5 μm             | ≥1 μm               | ≥5 μm               | FED STD 209E ekvivalent |
| --- | ------------------- | ------------------- | ------------------- | ------------------- | ------------------- | ------------------- | ----------------------- |
| ISO 1 | 10b                 | d                   | d                   | d                   | d                   | e                   |                         |
| ISO 2 | 100                 | 24b                 | 10b                 | d                   | d                   | e                   |                         |
| ISO 3 | 1,000               | 237                 | 102                 | 35b                 | d                   | e                   | Třída 1                 |
| ISO 4 | 10,000              | 2,370               | 1,020               | 352                 | 83b                 | e                   | Třída 10                |
| ISO 5 | 100,000             | 23,700              | 10,200              | 3,520               | 832                 | d,e,f               | Třída 100               |
| ISO 6 | 1,000,000           | 237,000             | 102,000             | 35,200              | 8,320               | 293                 | Třída 1,000             |
| ISO 7 | c                   | c                   | c                   | 352,000             | 83,200              | 2,930               | Třída 10,000            |
| ISO 8 | c                   | c                   | c                   | 3,520,000           | 832,000             | 29,300              | Třída 100,000           |
| ISO 9 | c                   | c                   | c                   | 35,200,000          | 8,320,000           | 293,000             | Prostor vzduch          |
| a Všechny koncentrace v tabulce jsou kumulativní, např. pro třídu ISO 5 zahrnuje 10 200 částic uvedených při velikosti 0,3 μm všechny částice o velikosti rovné a větší než tato velikost. b Tyto koncentrace povedou k velkým objemům vzorků vzduchu pro klasifikaci. Lze použít postup postupného odběru vzorků; viz příloha D. c Koncentrační limity nejsou v této oblasti tabulky použitelné z důvodu velmi vysoké koncentrace částic. d Omezení odběru vzorků a statistická omezení pro částice v nízkých koncentracích činí klasifikaci nevhodnou. e Omezení odběru vzorků jak pro částice v nízkých koncentracích, tak pro částice o velikosti větší než 1 μm činí klasifikaci při této velikosti částic nevhodnou z důvodu možných ztrát částic v systému odběru vzorků. f Aby bylo možné specifikovat tuto velikost částic ve spojení s třídou 5 ISO, může být deskriptor makročástic M upraven a použit ve spojení s alespoň jednou další velikostí částic. (Viz C.7.) |                     |                     |                     |                     |                     |                     |                         |

### US FED STD 209E
US FED-STD-209E byla americká federální norma, která byla oficiálně zrušena agenturou General Services Administration 29. listopadu 2001, ale stále se používá.
| Třída   | Maximální částic/ft3 | Maximální částic/ft3 | Maximální částic/ft3 | Maximální částic/ft3 | Maximální částic/ft3 | ISO ekvivalent |
| Třída   | ≥0,1 μm              | ≥0,2 μm              | ≥0,3 μm              | ≥0,5 μm              | ≥5 μm                | ISO ekvivalent |
| ------- | -------------------- | -------------------- | -------------------- | -------------------- | -------------------- | -------------- |
| 1       | 35                   | 7,5                  | 3                    | 1                    | 0,007                | ISO 3          |
| 10      | 350                  | 75                   | 30                   | 10                   | 0,07                 | ISO 4          |
| 100     | 3,500                | 750                  | 300                  | 100                  | 0,7                  | ISO 5          |
| 1,000   | 35,000               | 7,500                | 3000                 | 1,000                | 7                    | ISO 6          |
| 10,000  | 350,000              | 75,000               | 30,000               | 10,000               | 70                   | ISO 7          |
| 100,000 | 35×106               | 750,000              | 300,000              | 100,000              | 830                  | ISO 8          |

Mezi současné regulační orgány patří ISO, USP 800, US FED STD 209E (starší v USA stále používaná norma).
- Zákon o kvalitě a bezpečnosti léčiv (Drug Quality and Security Act, DQSA) vytvořený v listopadu 2013 v reakci na úmrtí a závažné nepříznivé události při výrobě léků.
- Federální zákon o potravinách, lécích a kosmetických přípravcích (The Federal Food, Drug, and Cosmetic Act, FD&C Act) obsahuje konkrétní pokyny a pravidla pro individuální přípravu léčiv pro pacienty.
  - 503A řeší přípravu léčiv státem nebo federálně licencovanými provozy s licencovaným personálem (farmacist/ physicians)
  - 503B se týká externích zařízení, která potřebují přímé vedení licencovaného lékárníka a nemusí být licencovanou lékárnou. Zařízení je licencováno Úřadem pro kontrolu potravin a léčiv (FDA)[29]

### Klasifikace EU GMP
Směrnice EU GMP jsou přísnější než ostatní, vyžadují, aby čisté prostory splňovaly stanovené počty částic při provozu (během výrobního procesu) i v klidu (v přestávkách ve výrobním procesu, když je zapnuta klimatizace).
| Třída   | Maximální množství částic/m3 | Maximální množství částic/m3 | Maximální množství částic/m3 | Maximální množství částic/m3 |
| Třída   | Mimo výrobu                  | Mimo výrobu                  | Při výrobě                   | Při výrobě                   |
| Třída   | 0,5 μm                       | 5,0 μm                       | 0,5 μm                       | 5,0 μm                       |
| ------- | ---------------------------- | ---------------------------- | ---------------------------- | ---------------------------- |
| Grade A | 3,520                        | 20                           | 3,520                        | 20                           |
| Grade B | 3,520                        | 29                           | 352,000                      | 2,900                        |
| Grade C | 352,000                      | 2,900                        | 3,520,000                    | 29,000                       |
| Grade D | 3,520,000                    | 29,000                       | Nedefinovaný                 | Nedefinovaný                 |

### BS 5295
BS 5295 je britská norma.
| Třída   | Maximální množství částic/m3 | Maximální množství částic/m3 | Maximální množství částic/m3 | Maximální množství částic/m3 | Maximální množství částic/m3 | Maximální množství částic/m3 |
| Třída   | ≥0,5 μm                      | ≥1 μm                        | ≥5 μm                        | ≥10 μm                       | ≥25 μm                       |                              |
| ------- | ---------------------------- | ---------------------------- | ---------------------------- | ---------------------------- | ---------------------------- | ---------------------------- |
| Třída 1 | 3,000                        |                              | 0                            | 0                            | 0                            |                              |
| Třída 2 | 300,000                      |                              | 2,000                        | 30                           |                              |                              |
| Třída 3 |                              | 1,000,000                    | 20,000                       | 4,000                        | 300                          |                              |
| Třída 4 |                              |                              | 200,000                      | 40,000                       | 4,000                        |                              |

BS 5295 Třída 1 také vyžaduje, aby největší částice přítomné v libovolném vzorku nepřekračovaly 5 μm. BS 5295 byl nahrazen novější verzí, opuštěnou v roce 2007 a nahrazenou normou „BS EN ISO 14644-6:2007“.

### Normy USP 800
USP 800 je americká norma vyvinutá podle Pharmacopeial Convention Spojených států (USP) s platností od 1. prosince 2019.

## Důsledky a další aplikace
Na operační sály v nemocnicích se vztahují podobná kritéria jako na čisté prostory s cílem zabránit přenosu infekcí na pacienta.
Zvláštním případem jsou těžce imunodeficientní pacienti, kteří musí být dlouhodobě izolování od svého okolí kvůli nebezpečí infekce. V krajním případě to vyžaduje prostředí čistých prostor. Totéž platí pro pacienty s vážnými infekčními nemocemi přenášenými vzduchem, se kterými se však manipuluje v podtlaku, ne v přetlaku.
V exobiologii, když usilujeme o kontakt s jinými planetami, je biologické nebezpečí obousměrné: vzorky vracející se z misí z jiných nebeských těles se nesmí kontaminovat pozemními mikroby, a případné ekosystémy na jiných planetách se nesmí kontaminovat pozemským životem. Podle mezinárodního zákona se každá sonda, která je posílána do kosmického prostoru musí být sterilní, a tedy vyrobena v podmínkách čistých prostorů.[zdroj?]
Protože větší čisté prostory jsou velmi citlivým kontrolovaným prostředím, na němž závisejí mnohamiliardové průmyslové podniky, jsou někdy vybaveny i systémy ochrany proti seismickým vlivům, aby se zabránilo selháním drahých zařízení.